# Ahmed al-Ganehi
Ahmed Mohamed Hussein Kassim al-Ganehi (arabisch أحمد الجانحي, DMG Aḥmad al-Ǧāniḥī; * 22. September 2000 in Doha) ist ein katarischer Fußballspieler.

## Karriere

### Verein
Aus der ASPIRE Academy kommend, ging er zur Saison 2018/19 in den Kader des al-Gharafa SC über. Sein Debüt in der Stars League bekam er dann am 23. Februar 2019 bei einem 0:0 gegen al-Duhail, wo er in der 90. + 2. Minute für Ahmed Alaaeldin eingewechselt wurde.

### Nationalmannschaft
Im Vorfeld der Asienmeisterschaft 2024 wurde er erstmals bei einem 3:0-Freundschaftsspielsieg über Kambodscha am 31. Dezember 2023 in der katarischen Nationalmannschaft eingesetzt. Hier wurde er zur zweiten Halbzeit für Mostafa Meshaal eingewechselt. Nach einem weiteren Freundschaftsspieleinsatz gehörte er dann auch zum Kader bei der Asienmeisterschaft und bekam hier im zweiten Gruppenspiel per Einwechslung sein Turnier-Debüt.